# Colocleora malvina
Colocleora malvina là một loài bướm đêm trong họ Geometridae.